# 以色列佔領地

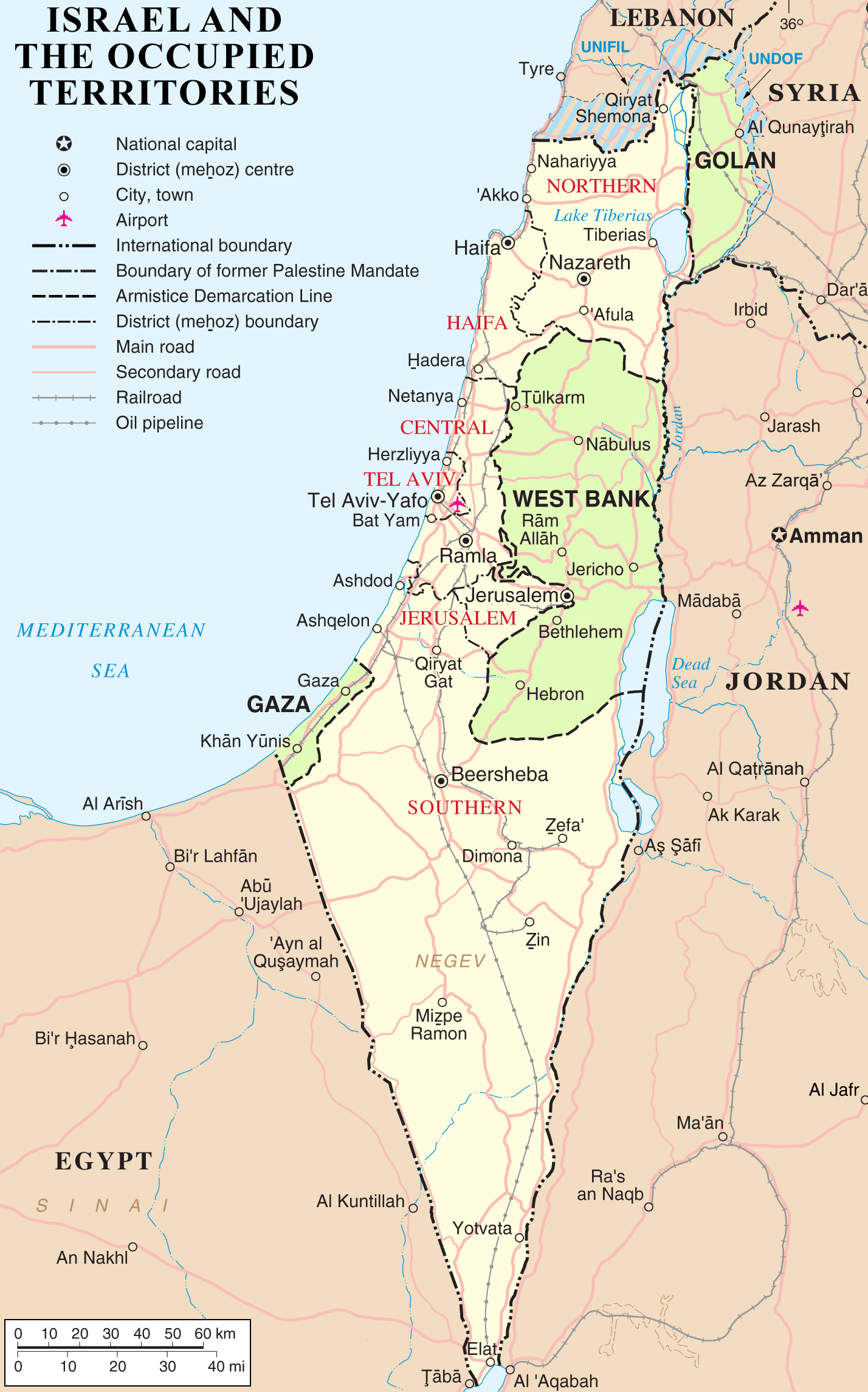
地圖顯示as of 20181967年以色列佔領的領土狀況

以色列占领地是指第三次中东战争以及第五次中东战争期间被以色列占领的土地，這些領土包括巴勒斯坦领土、戈蘭高地、以色列占领下的西奈半岛和黎巴嫩南部。
1967年至1981年期間，这四个地区由以色列军事省負責管辖。 1981年，以色列军事省被解散，以色列将西奈半岛归还给埃及，埃及隨後承认以色列。不過之後以色列将戈兰高地并入北部区，而约旦河西岸和加沙地带則由以色列民政管理局負責管辖。 2000年5月24日，以色列軍隊撤出南黎巴嫩，此後以色列與黎巴嫩以藍線為界。
2005年，以色列单方面从加沙地带撤军，但由於以色列持續封鎖加沙地帶，聯合國和部份人權組織仍將加沙地帶視為被佔領土，而以色列則否認此定性。以哈戰爭爆發後，以色列入侵加沙地帶。
2024年7月19日，国际法院表示，以色列有义务将所有定居者撤出巴勒斯坦被占领土，并有义务对该领土上所有造成的损失进行赔偿。